# ニコライ・ミクルーホ＝マクライ
ニコライ・ミクルーホ＝マクライ（ロシア語: Никола́й Никола́евич Миклу́хо-Макла́й、ウクライナ語: Мико́ла Микола́йович Миклу́хо-Макла́й、英語: Nicolai Nicolaevich de Miklouho-Maclayとも、1846年6月5日 - 1888年4月2日）はウクライナ、ドイツ及びポーランド系ロシア人民族学者、人類学者、生物学者。

## 家系及び幼年時代
ロシア帝国ノヴゴロド県ヤズィコヴォ（Языково）村の飯場にて、モスクワ・サンクトペテルブルク鉄道の建設現場で働く土木技術者の子として生まれる。ウクライナ人の父は、オカキフ要塞攻略など露土戦争中の武勲により帝国貴族の称号を授けられた、ツァポロツィアン・コサックステパン･ミクルーハの末裔であった。母のエカチェリーナ･セミョーノヴナはドイツ系ポーランド人（彼女の3人の兄弟は1863年の1月蜂起に参加）。
サンクトペテルブルクの初等中学校に学んだ後、サンクトペテルブルク大学へ進学。しかし、学生運動参加により大学を放校処分となったため、ヨーロッパへ遊学し、イェーナ大学にて動物学者エルンスト・ヘッケルの門下生となった。生物学者のアントン・ドーンとも親交を深め、後の研究所設立のアイディアを着想することとなる。

## ニューギニア
1871年以降、ニューギニア北東部アストロラーブ湾岸へ単身乗り込み調査を開始。3年程度現地で過ごしながら、人類学的に貴重なフィールドワークを数多く残すと共に、資料収集に当たった。ドイツがニューギニアに侵攻した際にも、当時の宰相オットー・フォン・ビスマルクに向け抗議の電報を打ったことでも知られる。

## オーストラリア

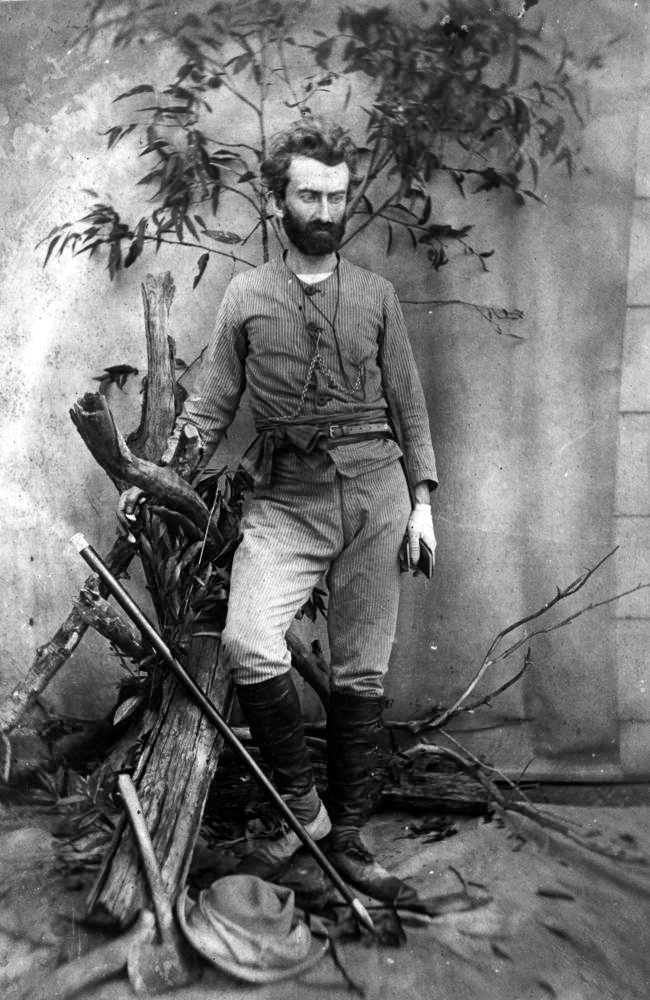
ミクルーホ＝マクライ（1880年頃オーストラリアクイーンズランド州にて）。「探険家」の格好をした当時としては典型的な写真である。背景に見えるユーカリの葉に注目

ミクルーホ＝マクライはサンクトペテルブルクを離れ、蒸気船ビチャス号でオーストラリアへ向かった。1878年7月18日シドニーに到着。到着から数日後にリニアン協会と接触し動物学センター設立を申し出、同年9月には提案が承認された。海洋生物学局として知られる同センターは、シドニーの著名な建築家であるジョン・カークパトリックが建設を行った。グレーター・シドニーの西側ワトソンズ湾に位置するこの施設は、オーストラリア初の海洋生物学研究所であった。この間、ジョン・ロバートソンニューサウスウェールズ州首相の娘マーガレット=エンマ・ロバートソンと結婚する。この間フィリピンやインドネシアへ折に触れて訪れており、現地の原住民と共に暮らしては、生活様式なり習慣を論文にまとめた。

## 奴隷貿易への抵抗
チャールズ・ダーウィンの最初期の信奉者の1人であったミクルーホ＝マクライは、様々な人種が様々な種に属するという当時流行の見方（人種主義）を、比較解剖学研究に基づきロシア人類学で初めて論駁した学者として、今日では最も記憶されるところである。また、奴隷貿易にも異を唱えた。1879年以降は西太平洋高等弁務官のアーサー・ゴードン卿に手紙を書き送り、マクライ海岸の友人の土地所有権を保護し、南太平洋で武器や酒の不正売買を辞めるよう訴えた。

## 晩年
1887年、家族と共にオーストラリアを離れサンクトペテルブルクへ帰国、ロシア地理学協会に著書を寄贈した。当時体調不良であったため二度と戻らぬ旅であった。セルゲイ･ボトキンの処置にもかかわらず、脳腫瘍のためサンクトペテルブルクにて42歳で死去。ヴォルコヴォ墓地に埋葬され、頭蓋骨はサンクトペテルブルク軍事医学アカデミーへ送られた。

## 死後の顕彰
ミクルーホ＝マクライの未亡人は子どもと共にシドニーへ戻り、1917年までロシアより年金が支給されていた。年金は最初アレクサンドル3世により、その後ニコライ2世により割り当てられた。なお、息子の１人アレキサンダーはリチャード･オコナーの娘と結婚した。
ミクルーホ＝マクライの名は世界各地で記念されている。オーストラリアでは1899年、海洋生物学局の建物が士官向けバラックとして防衛省により徴発された。しかし、ミクルーホ＝マクライ協会はセンターに対し、彼の功績を称えて歴史的建造物に指定するよう掛け合った なお、ミクルーホ＝マクライの没後100周年を記念して、マクライ博物館側のシドニー大学で胸像の除幕式が行われた。
ミクルーホ＝マクライに因んで名付けられた「マクライ海岸」(英語読みでは「マクレイ海岸」）は、現在もパプアニューギニア北西部の海岸の名に用いられている。1870年代にミクルーホ＝マクライが滞在した場所からそれほど離れていない、同国のマダンには、彼の名を冠した通りがある。
故国ロシアには、彼の功績を称えてその名を冠した「ロシア科学アカデミー・ミクルーホ=マクライ記念民族学・人類学研究所」(ロシア語版）(英語版）や、モスクワ南西部の「ミクルーホ=マクライ通り」(ロシア語版）（ロシア諸民族友好大学（旧称ルムンバ大学）が立地する）がある。

## 著書
- 畑中幸子、田村ひろ子訳『ニューギニア紀行 19世紀ロシア人類学者の記録』（平凡社・1989年8月、のち中公文庫・1992年8月）